# Lingen (Ems)
Lingen (Ems) – miasto w północno-zachodniej części Niemiec, w kraju związkowym Dolna Saksonia, w powiecie Emsland, port nad Kanałem Dortmund-Ems. Liczy ok. 51,6 tys. mieszkańców.
W mieście znajduje się stacja kolejowa.
25 lipca 2019 roku odnotowano w Lingen najwyższą w historii temperaturę powietrza na terenie Niemiec – 42,6 °C.

## Sport
- TuS Lingen - klub piłkarski

## Współpraca
Miejscowości partnerskie to:
- Bielawa, Polska
- Burton upon Trent, Wielka Brytania
- Elbeuf, Francja
- Marienberg, Saksonia
- Salt, Hiszpania

## Zobacz też

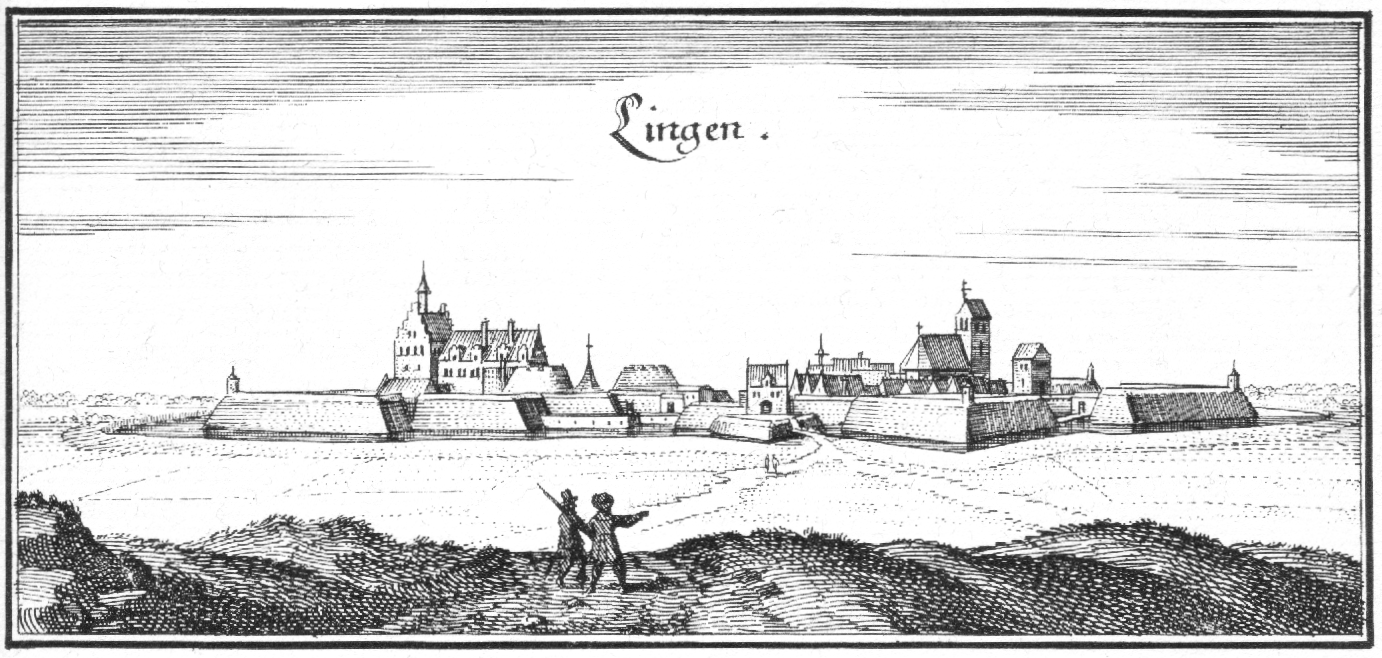
Lingen 1647